# Strunjan
Strunjan (italien : Strugnano) est une localité située sur la riviera slovène. Elle appartient à la municipalité de Piran.